# Paideia (stiftelse)
Paideia - The European Institute for Jewish Studies in Sweden, är ett Stockholmsbaserat utbildningsinstitut för främjande av kunskap om judiska skrifter och ledarskap inom den judiska kulturens förnyelse i Europa.
Paideia grundades år 2000 med finansiellt stöd av svenska staten och Marianne och Marcus Wallenbergs stiftelse. Namnet paideia kommer från klassisk grekiska och betecknar "utbildning"/"träning".
Folkbildningsrådet beviljade medel till en försöksverksamhet 2016 i samarbete med Kista folkhögskola för att starta en folkhögskola som ger kurser med judisk profil och en allmän kurs med inriktning på religion och politik.
Barbara Lerner Spectre var den första föreståndaren för institutet. Hon efterträddes hösten 2016 av Fania Oz-Salzberger (född 1960), professor i historia vid Universitetet i Haifa.